# Marek Kausich
Marek Kausich (* 23. Juni 1976 in Bratislava, Tschechoslowakei) ist ein ehemaliger slowakischer Fußballspieler auf der Position eines Verteidigers, der danach als Trainer tätig war.

## Karriere
Kausich begann seine Karriere in Bratislava beim FC Petržalka 1898, wo er bis 1996 auch in der Herrenmannschaft zum Einsatz kam. Danach wechselte er nach Österreich zu den unterklassigen Vereinen SV Zemendorf und SV Edelpute im Burgenland. Letzteren verließ er 1997, um zur SV Mattersburg zu transferieren. Nach über einem Jahrzehnt bei den Mattersburgern, mit denen er u. a. den Meistertitel in der Regionalliga Ost, sowie in der Ersten Division feiern konnte und es auch bis ins Finale des ÖFB-Cups schaffte, kehrte er im Jahre 2006 zurück in seine Heimat, wo er beim ŠK Slovan Bratislava unter Vertrag genommen wurde. Sein dortiger Aufenthalt dauerte ein halbes Jahr, ehe er einen Vertrag beim SC Neusiedl am See unterzeichnete. Ein weiteres halbes Jahr später beschloss er im Juli 2007 seine Fußballerkarriere zu beenden. Doch sein „Karriereende“ dauerte nur ein Jahr. Zur Sommerpause vor der Saison 2008/09 unterschrieb er einen Vertrag beim SC Ritzing in der 2. Liga Mitte Burgenland. Dort spielte er bis 2013 für die erste Kampfmannschaft und danach bis 2014 für die zweite Mannschaft, bei der er mitunter als Spielertrainer fungierte. Zu einem Eklat kam es daraufhin Anfang April 2014, als er nach einem Spiel einen Schiedsrichter tätlich angriff und deswegen sein Traineramt verlor.
Zwischen 2016 und 2019 betreute er drei Spielzeiten lang den SV St. Margarethen aus der Burgenlandliga, konnte sich mit der Mannschaft jedoch bis zum jeweiligen Saisonende nie vom Tabellenmittelfeld lösen. Danach trainierte er ab dem Sommer 2019 für einige Zeit die zweite Mannschaft der SV Mattersburg, verlor seinen Posten jedoch aufgrund der Insolvenz und der damit verbundenen Auflösung des Vereins. In der Winterpause 2020/21 wechselte er als Co-Trainer zum slowakischen Zweitligisten FC Petržalka 1898, bei dem er anfangs als Co-Trainer tätig war und nach dem Abgang des bisherigen Cheftrainers Ladislav Pecko Anfang Mai 2021 bis zum Saisonende die Geschicke des Zweitligaklubs auf Interimsbasis leitete. Nach rund zweimonatiger Vereinslosigkeit übernahm er nach dem Aus von Josef Kühbauer im September 2021 das Traineramt beim burgenländischen Landesligaklub ASV Siegendorf. Mit den Siegendorfern wurde er Meister und stieg in die drittklassige Regionalliga Ost auf. In dieser errang er mit der Mannschaft 2022/23 den 13. Tabellenplatz und musste wieder den Weg in die Viertklassigkeit antreten. Kurz davor war Kausich Ende Februar 2023 entlassen worden, ehe er im Ende August 2023 beim ebenfalls in der Regionalliga spielenden FC Mauerwerk unterkam.

## Erfolge
- 1× Meister in der Regionalliga Ost: 1999/2000 (Aufstieg in die Erste Division)
- 1× Meister in der Ersten Division: 2002/03 (Aufstieg in die T-Mobile-Bundesliga)
- Österreichischer Cupfinalist: 2005/06
- 1× Meister in der II. Liga Mitte: 2008/09 (Aufstieg in die Burgenlandliga)
- 1× Meister in der Burgenlandliga: 2009/10 (Aufstieg in die Regionalliga Ost)